# Fratele lider
Fratele lider este un film produs în anul 2010 de Disney Channel Original Movie cu marele actor din Zeke și Luther Hutch Dano și G. Hannelius. Filmul a avut premierea în America pe 13 august 2010, iar în România pe 27 noiembrie 2010.

## Povestea
Alex Pearson (Hutch Dano) este un tânăr de 16 ani foarte egoist dar îndrăgostit de Matisse Burrows (Kelsey Chow), cea mai bună fată din școală. A vrut dintotdeauna o mașină dar trebuia să-și schimbe atitudinea. Sfârșește suspendat din echipa de hochei. Ca să-și poată obține mașina el este Mama Liderși trebuie să o ajute pe sora sa mai mică, Emily (G. Hannelius). Așa ajunge să fie Fratele liderși o ajută pe Emily din Gupa Albinuțelor dar trebuie să se prefacă Alex că este Doamna Zamboni. După dificultățile prin care trece Alex și Grupul 57,fetele ajung în tabără datorită fratelui lider.

## Personaje/Actori
- Hutch Dano ca Alex Pearson
- G. Hannelius ca Emily Pearson
- Vicki Lewis ca Dina Reams
- Kelsey Chow ca Matisse Burrows
- David Lambert ca Danny "Goose" Gustavo
- Kelly Gould ca Rachel
- Taylar Hender ca Abigail Crichlow
- Kiara Muhammad ca Ursula Kendall
- Haley Tju ca Tina
- Maurice Godin ca Professor Pearson
- Debra Mooney ca Mrs. Jackless

## Worldwide releases
| Country                    | Network(s)                            | Premiere           | Title in Country                                            |
| -------------------------- | ------------------------------------- | ------------------ | ----------------------------------------------------------- |
| Statele Unite ale Americii | Disney Channel                        | 13 august 2010     | Den Brother                                                 |
| Canada                     | Family Channel                        | 13 august 2010     | Den Brother                                                 |
| Australia                  | Disney Channel Australia              | 25 septembrie 2010 | Den Brother                                                 |
| Belgia                     | Disney Channel Flanders & Netherlands | 5 noiembrie 2010   | Scouting Brother                                            |
| Țările de Jos              | Disney Channel Flanders & Netherlands | 5 noiembrie 2010   | Scouting Brother                                            |
| Mexic                      | Disney Channel Latin America          | December, 2010     | Hermano Den                                                 |
| Argentina                  | Disney Channel Latin America          | December, 2010     | Hermano Den                                                 |
| Venezuela                  | Disney Channel Latin America          | December, 2010     | Hermano Den                                                 |
| Columbia                   | Disney Channel Latin America          | December, 2010     | Hermano Den                                                 |
| Brazilia                   | Disney Channel Latin America          | December, 2010     | Hermano Den                                                 |
| Germania                   | Disney Channel Germany                | 26 noiembrie 2010  | Mein Bruder, die Pfadfinderin! (My brother, the girl scout) |
| Polonia                    | Disney Channel Poland                 | 27 noiembrie 2010  | Brat Zastępowy                                              |
| Ungaria                    | Disney Channel Hungary                | 27 noiembrie 2010  | Bátyám, a főcserkészlány                                    |
| România                    | Disney Channel Romania                | 27 noiembrie 2010  | Fratele lider                                               |
| Italia                     | Disney Channel Italy                  | 24 decembrie 2010  | Fratello Scout                                              |
| Spania                     | Disney Channel Spain                  | 3 decembrie 2010   | Hermano Abeja                                               |
| Israel                     | Disney Channel Israel                 | 2 decembrie 2010   | מדריך בהפתעה                                                |
| Grecia                     | Disney Channel Greece                 | 27 noiembrie 2010  | Πρόσκοπος με το ζόρι                                        |
| Arab World                 | Disney Channel Middle East            | 27 noiembrie 2010  | Den Brother                                                 |